# Andelu
Andelu ist eine französische Gemeinde mit 527 Einwohnern (Stand 1. Januar 2022) im Département Yvelines in der Region Île-de-France. Sie gehört zum Arrondissement Saint-Germain-en-Laye und zum Kanton Aubergenville (bis 2015: Kanton Guerville). Die Einwohner werden Andelusiens genannt.

## Geographie
Andelu befindet sich etwa 30 Kilometer nordwestlich von Versailles und umfasst eine Fläche von 396 Hektar. Nachbargemeinden sind:
- Maule im Norden,
- Montainville im Osten,
- Marcq im Südosten,
- Thoiry im Süden,
- Goupillières im Südwesten und
- Jumeauville im Nordwesten.

## Bevölkerungsentwicklung
| Jahr      | 1962 | 1968 | 1975 | 1982 | 1990 | 1999 | 2006 | 2011 |
| Einwohner | 190  | 231  | 246  | 272  | 346  | 370  | 461  | 485  |

## Sehenswürdigkeiten
- Chapelle de la Nativité-de-Notre-Seigneur (Kapelle aus dem 17. Jahrhundert)
- Monument aux morts (Denkmal für die Kriegsopfer von Andelu)

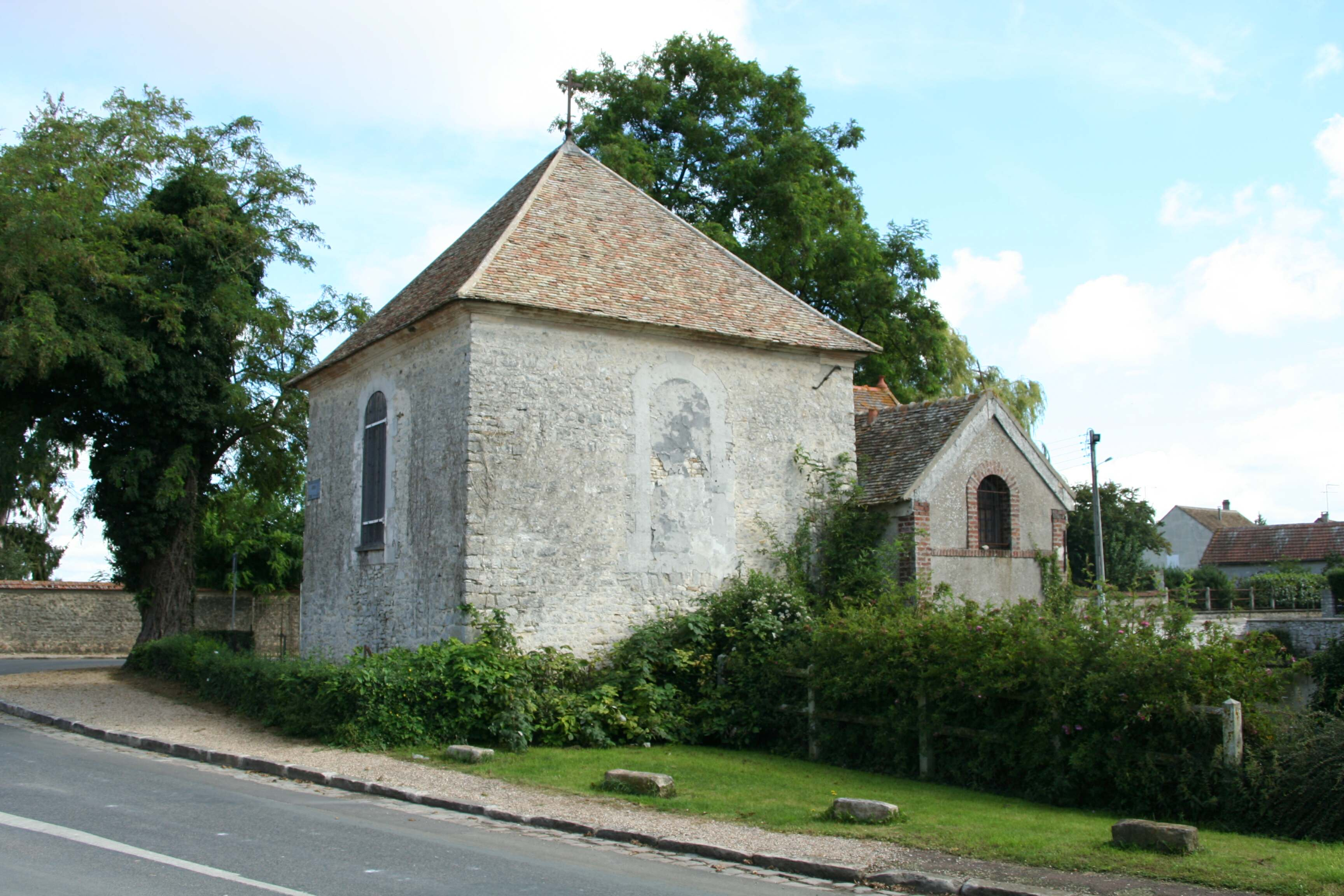
Chapelle de la Nativité-de-Notre-Seigneur
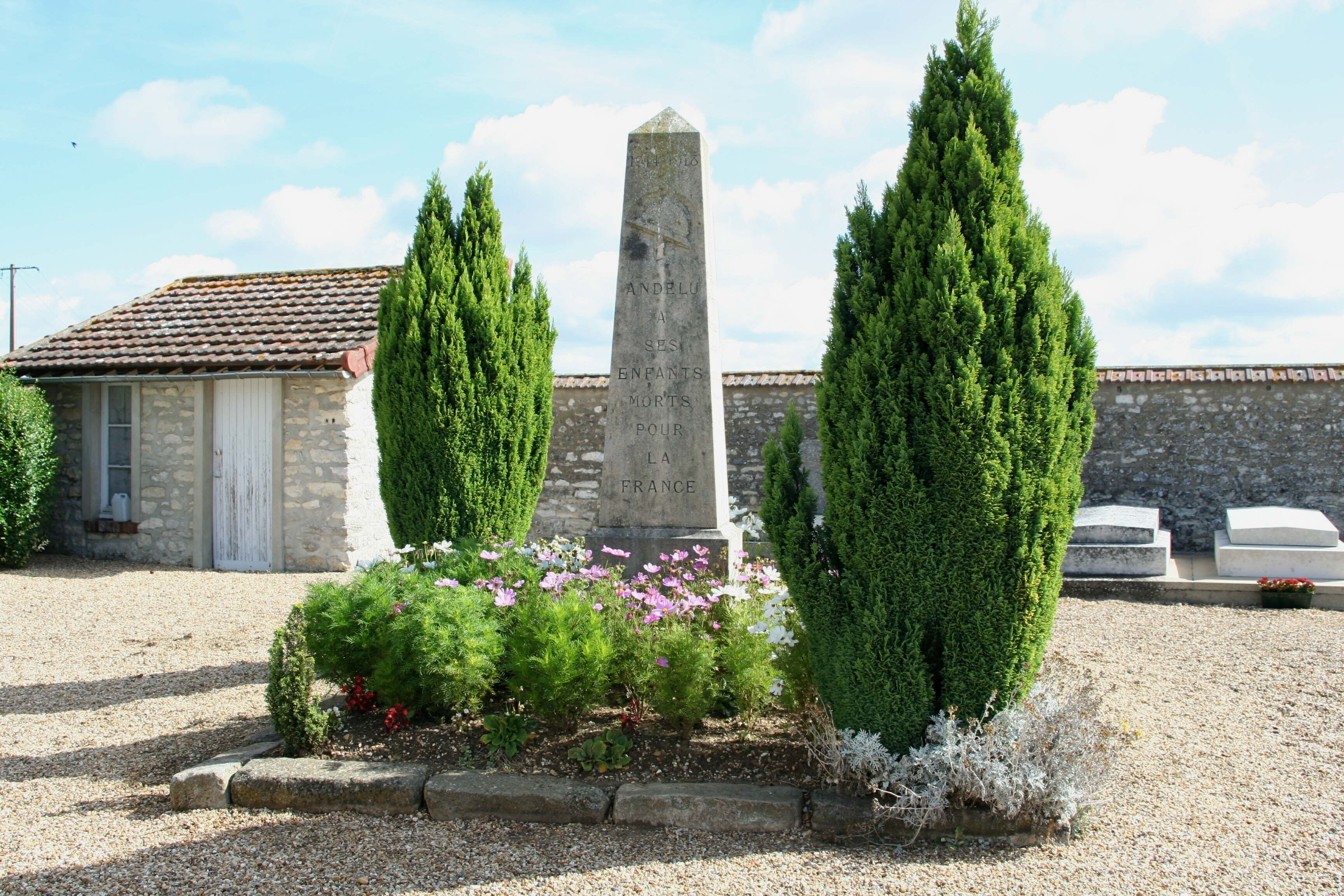
Gefallenendenkmal